# وسيط العملاء
يعمل وسيط العملاء كوكيل لهؤلاء الذين يرغبون في إجراء حملات تسويق مباشر عبر البريد المباشر أو البريد الإلكتروني أو التسويق عبر الهاتف. ويوفر وسطاء العملاء مجموعة قوائم تحتوي، كحدٍ أدنى، على اسم العميل المحتمل ومعلومات الاتصال الخاصة به. علاوةً على أن القوائم قد تحتوي على معلومات ديموغرافية إضافية مثل العمر والجنس، إلخ.
وتَستخدم العديد من الرسائل البريدية الترويجية كالكتالوجات والكوبونات والعروض الترويجية والعروض الائتمانية قوائم اشتراها وسطاء العملاء.
ولا يمتلك وسطاء العملاء قوائم جاهزة مُسبقًا إن كانوا بالفعل «وسطاء» حقيقيين. حيث إن معظم وسطاء العملاء ينبغي عليهم تقديم مجموعة من الخيارات أو «القوائم» للعميل كي يأخذها في اعتباره لاستخدامها في حملاته.
وفي أكثر الأحيان، يؤدي وسطاء العملاء دور «السماسرة» فيصلون بين أصحاب القوائم وهؤلاء الذين يرغبون في شراء القوائم أو استئجارها، ويحصلون على عمولة من أصحاب القوائم نظير عملهم. بالإضافة إلى أن العديد من وسطاء العملاء يقدمون للعميل معلومات ومبادئ توجيهية للأسعار واستشارات أخرى بخصوص شراء القوائم والبيانات.
ومن الجمعيات الشائعة التي ينتمي إليها وسطاء العملاء جمعية التسويق الأمريكية وجمعية التسويق المباشر.